# Isabelle - L'ultima evocazione
Isabelle - L'ultima evocazione (Isabelle) è un film del 2018 diretto da Rob Heydon.

## Trama
Larissa e Matt Kane sono una coppia ricca e felice, lui è un avvocato di successo e lei è prossima al parto del primo figlio. Si trasferiscono in una nuova casa una villa, ma non sanno chi sia la loro vicina. Essa infatti li osserva inquietantemente dalla finestra del piano di sopra e la sua presenza si manifesta la prima volta quando Larissa accusa forti dolori al ventre. Il figlio nascerà morto e la ragazza attraverserà un minuto di morte clinica. Il superamento della morte del figlio e l'aver toccato l'aldilà fanno di lei la vittima designata per la misteriosa vicina.

## Distribuzione
Il film è stato distribuito nelle sale cinematografiche italiane a partire dal 01 agosto 2019.